# Andrea del Castagno

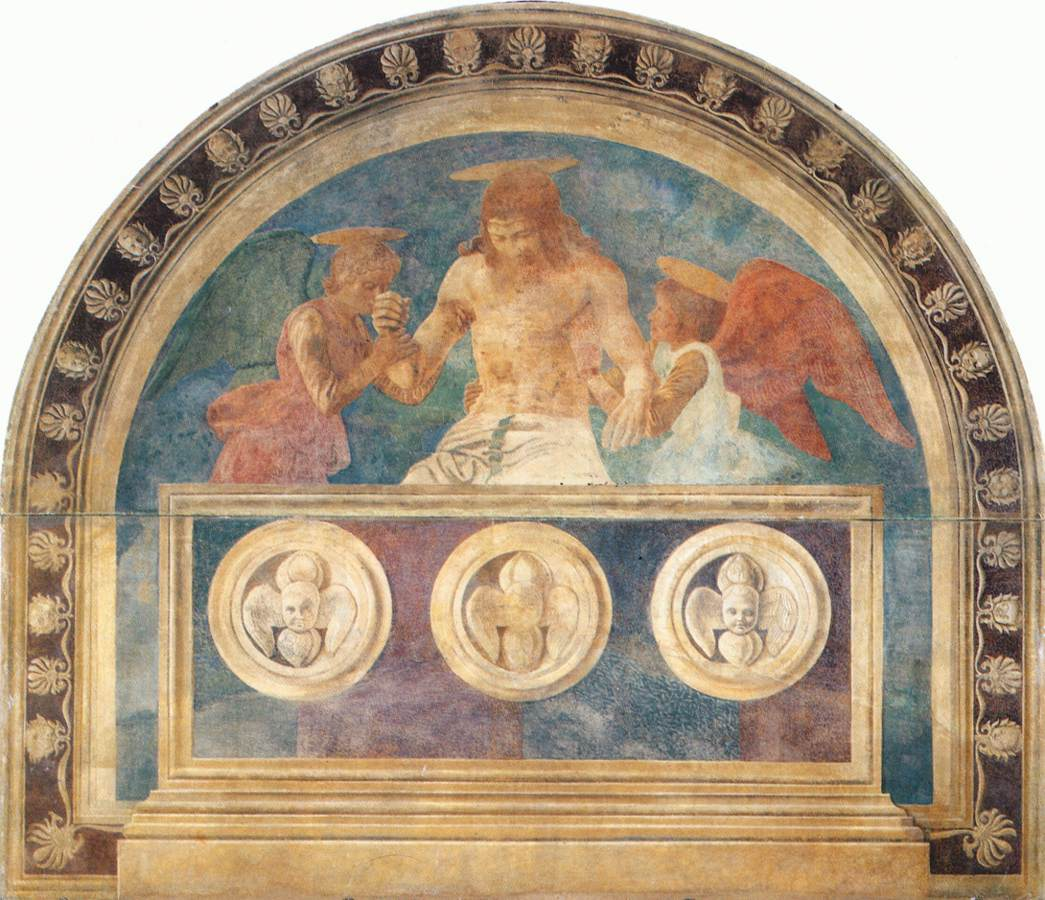
Andrea del Castagno: Christus im Todesgrab mit Engeln. Fresko, Italien, um 1445

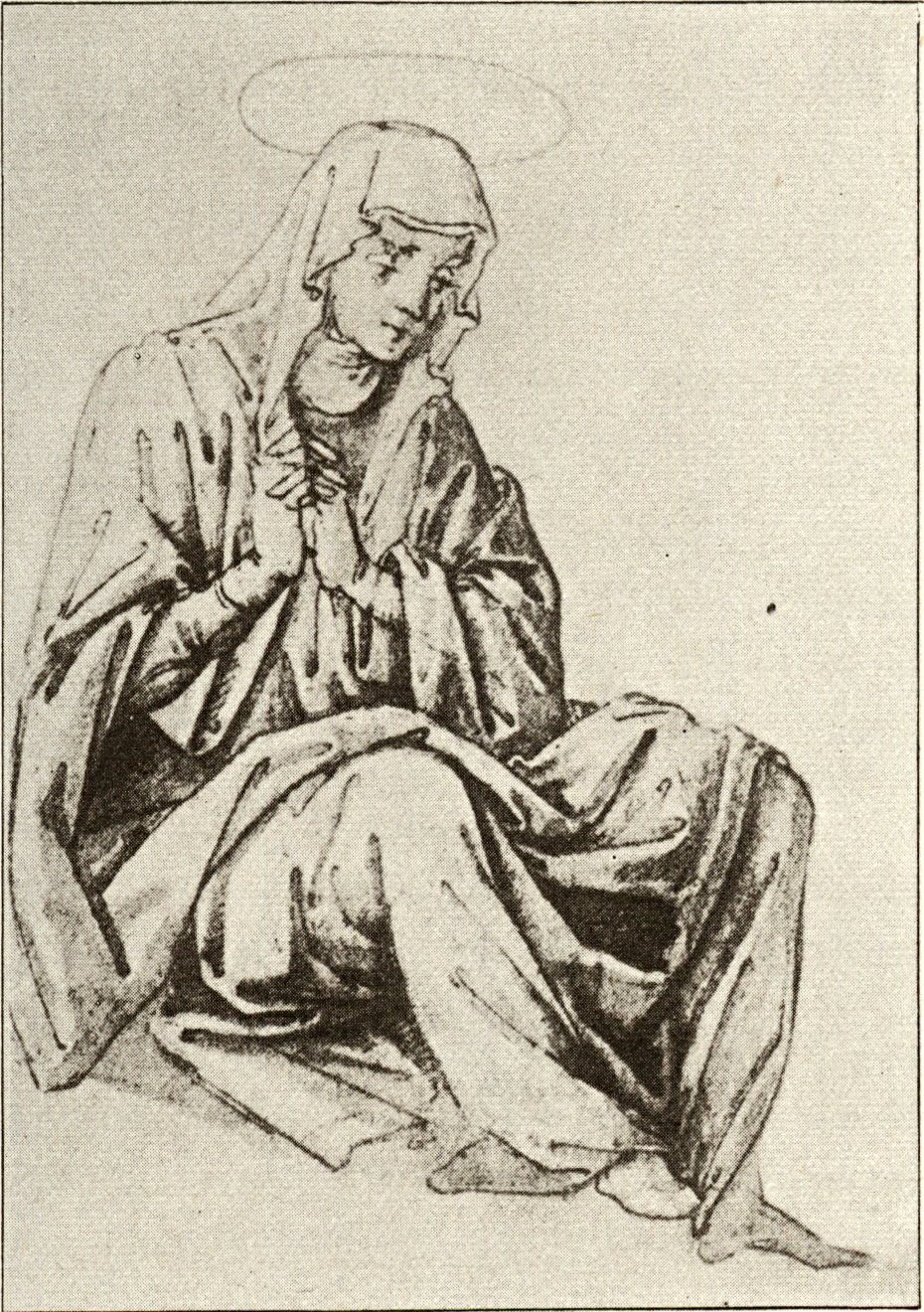
Unter dem Kreuz sitzende Maria

Andrea del Castagno (Andrea di Bartolo di Bargilla, auch Andrea dal Castagno di Mugello; * um 1418 im Ortsteil Castagno von San Godenzo; † 19. August 1457 in Florenz) war ein italienischer Maler der Renaissance. Er wird zu den einflussreichsten Künstlern der Frührenaissance in Florenz gerechnet.

## Leben
Andrea del Castagno wurde um 1418 in Castagno, einem Dorf bei Monte Falterona unweit von Florenz, geboren. Während der kriegerischen Auseinandersetzung zwischen dem Herzogtum Mailand und Florenz lebte er in Corella und kehrte dann in sein Heimatdorf zurück, von wo er 1440 nach Florenz zog. Er gewann dort die Gönnerschaft von Bernadetto de’ Medici. In dessen Auftrag malte er 1440 nach der Schlacht von Anghiari die Bilder der bestraften und erhängten Verlierer an die Außenwand eines Palastes, was ihm zunächst den Spitznamen Andrea degli Impiccati – „Andrea der Gehängten“ – einbrachte. Die Arbeit bedeutete für ihn aber den Anfang einer langen Karriere.
Andrea del Castagno arbeitete im Jahre 1442 zunächst als Freskenmaler in der Kirche San Zaccaria in Venedig. Dann in der Gegend um Florenz tätig, war er am florentinisch-venezianischen Ideenaustausch beteiligt. In seinen nachfolgenden Fresken für das Kloster San Apollonia in Florenz ist der Einfluss des bedeutenden Meisters der florentinischen Frührenaissance Domenico Veneziano und des in der Toskana tätigen Piero della Francesca erkennbar. Ab 1444 wirkte er wieder hauptsächlich in Florenz. Dort entwarf er auch eines der Rundfenster der Kuppel der Santa Maria del Fiore, die Grablegung Christi. Er wurde Mitglied der Lukasgilde.

## Stil
Castagno stand in der Realismustradition Masaccios. Schon Giorgio Vasari begeisterte sich im 16. Jahrhundert noch für Andreas Zentralperspektive und Darstellungen der perspektivischen Verkürzung, etwa beim Hieronymus in der Corboli-Kapelle von Santa Annunziata. Castagnos Farbgebung war wohl eher unzureichend, doch verriet z. B. das Letzte Abendmahl (1447, San Apollonia) sein ausgeprägtes Zeichentalent. Später stand Castagno unter dem Einfluss des Bildhauers Donatello.

## Werke (Auswahl)

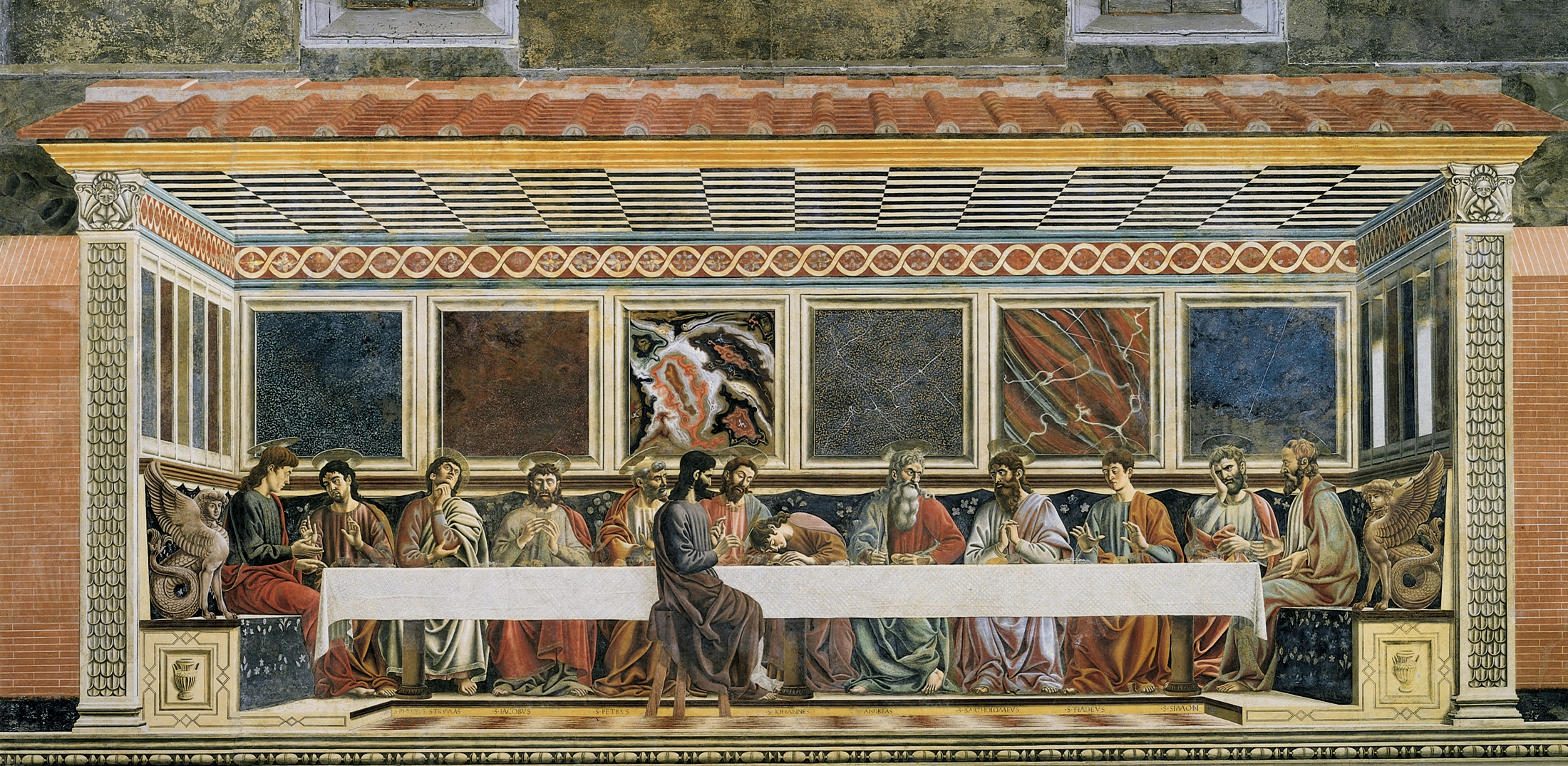
Andrea del Castagno: Das Letzte Abendmahl, Fresko, Italien 1447

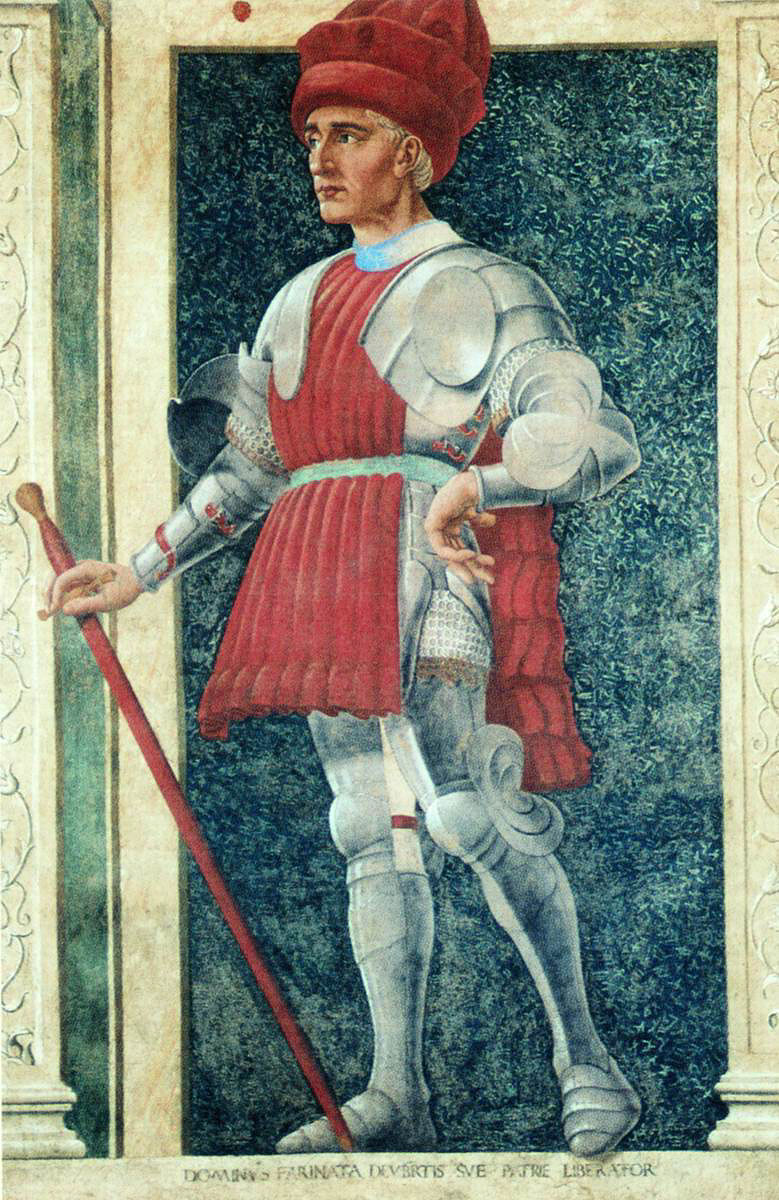
Farinata degli Uberti. Fresko auf Holz, Florenz, 1450

- Fresken in San Zaccaria in Venedig, 1442
  - Die frühesten erhaltenen Werke Castagnos sind seine Fresken für San Zaccaria in Venedig, aus dem Jahre 1442.
- Fresken im Refektorium des Klosters Sant’Apollonia in Florenz, 1447
  - 1447 malte Castagno das Refektorium des Benediktinerklosters Sant’Apollonia mit Fresken aus, darunter Das Letzte Abendmahl sowie andere Szenen der Passion Christi, wie Kreuzigung, Grablegung und Auferstehung.
- Fresken berühmter Männer und Frauen, Villa Carducci bei Florenz, 1450
  - Eines der bekanntesten Werke Castagnos sind die Neun Fresken berühmter Männer und Frauen aus der Villa Carducci. Diese weltlichen Bilder mit geradezu statuenhafter Wirkung wurden im 19. Jahrhundert entdeckt und aus der Villa abgenommen und nach Florenz gebracht, wo sie bis zum Hochwasser von 1966 im Refektorium (Cenacolo) des ehemaligen Klosters Sant’Apollonia zu sehen waren. Heute sind sie in der ehemaligen Chiesa San Pier Scheraggio zu sehen, einer Abteilung der Uffizien. Sie stellen jeweils drei in der Renaissance berühmte Krieger, Frauen und Dichter dar: Pippo Spano, Farinata degli Uberti. Niccolò Acciaiuoli, Sibylle von Cumae, Königin Ester und Königin Tomyris sowie Dante Alighieri, Francesco Petrarca und Giovanni Boccaccio.
- Fresken in der Basilica della Santissima Annunziata in Florenz, 1455
  - Um 1455 malte Castagno Fresken in der Basilica della Santissima Annunziata in Florenz. In verschiedenen Seitenkapellen dort schuf er Bilder des hl. Julian und des hl. Hieronymus sowie ein Bild der hl. Dreifaltigkeit.
- Grabbild des Niccolò da Tolentino. Kathedrale von Florenz, 1456
  - 1456 malte Castagno das Reiterbild des Niccolò da Tolentino, ein Fresko zu dessen Grabmal in der Kathedrale von Florenz.

## Castagno und Veneziano
Giorgio Vasari berichtet im zweiten Teil seiner Biographien, Andrea habe Domenico Veneziano aus Neid auf dessen Farbgebung getötet. Tatsächlich ist Domenico vier Jahre nach Andrea gestorben. Andrea starb vermutlich an der Pest.

## Castagno-Museum
Das Kloster Sant’Apollonia (Cenacolo di Sant’Apollonia) in Florenz (Via San Gallo/Via XXVII Aprile) ist heute ein Castagno-Museum.